# 南京航空航天大学
南京航空航天大学，是中华人民共和国江苏省的一所全日制公办本科大学。本部位于江苏省南京市，在常州市也有校区，隶属于中华人民共和国工业和信息化部，由国家国防科技工业局和江苏省人民政府重点共建，是一所以航空航天技术为主的高校。
南京航空航天大学的前身是1952年10月创建的南京航空工业专科学校；1956年升格为南京航空学院，同年苏州航空工业专科学校并入，是中华人民共和国成立以后创办的第一批航空高等院校之一。1978年被中华人民共和国国务院确定为全国重点大学，1981年经国务院批准成为全国首批具有博士学位授予权的高校，1996年进入211工程建设，2000年经中华人民共和国教育部批准设立研究生院，2011年成为985工程优势学科创新平台项目重点建设高校。

## 历史沿革
- 南京航空工业专科学校(1952—1956)
  - 1951年11月，中央人民政府重工業部航空工业局命令在南京511厂成立南京学校建校委员会，开始建校筹备工作。
  - 1952年6月，校名确定为南京航空工业专科学校。华东军区调1200名现役军人进校补课，准备开学。
  - 1952年10月19日，校长邓永清主持开学典礼，首届学生973人。10月20日正式上课。
  - 1955年5月，第二机械工业部建议南航专迁到西安并升格为航空学院，校领导表示有困难。后决定华东航空学院西迁，南航专留宁发展。

- 南京航空学院(1956—1993)
  - 1956年4月28日，南京航空工业专科学校升格为南京航空学院，开始部分招收本科生。
  - 1956年，华东航空学院迁离南京后，原华航卫岗校园划归南京航空学院。
  - 1956年11月至1957年2月，苏州航空工业专科学校分批并入南京航空学院。
  - 1958年，卫岗校园划归南京农学院。
  - 1970年底，西北工业大学直升机专业调入南航。
  - 1978年，学校被国务院确定为全国重点大学。
  - 1981年，被国务院批准为首批具有博士、硕士学位授予权的单位。

- 南京航空航天大学(1993—)
  - 1993年，南京航空学院改名为南京航空航天大学。
  - 1996年，进入国家“211工程”重点建设的行列。
  - 1998年，南京航空航天大学开始建设江宁校区。
  - 1999年，第一批学生进驻南京航空航天大学江宁校区。
  - 2000年，教育部批准设立研究生院。
  - 2011年，成为“985工程”国家优势学科创新平台项目重点建设高校。
  - 2017年，进入国家“双一流”建设序列，“力学”学科入选世界一流学科建设名单。
  - 2018年，南京航空航天大学天目湖校区开始建设。
  - 2019年，第一批学生进驻南京航空航天大学天目湖校区。
  - 2021年10月24日15时54分，南京航空航天大学将军路校区一实验室发生爆燃，共造成2人死亡，9人受伤。[2]
  - 2021年11月21日，教育部“中华优秀文化艺术——南京剪纸艺术传承基地”落戶南京航空航天大学[3]。

## 历任校长
| 姓名   | 任期开始 | 任期结束 | 职位                     |       |
| ------ | -------- | -------- | ------------------------ | ----- |
| 邓永清 | 1952.10  | 1956.09  | 南京航空高等专科学校校长 |       |
| 吴继周 | 1956.09  | 1968.01  | 南京航空学院院长         |       |
| 朱启銮 | 1979.11  | 1980.11  | 南京航空学院院长         |       |
| 余承业 | 1982.12  | 1987.11  | 南京航空学院院长         |       |
| 朱剑英 | 1987.11  | 1998.03  | 南京航空航天大学校长     |       |
| 姜澄宇 | 1998.03  | 2001.05  | 南京航空航天大学校长     |       |
| 胡海岩 | 2001.05  | 2007.08  | 南京航空航天大学校长     |       |
| 王福平 | 2007.09  | 2009.11  | 南京航空航天大学校长     |       |
| 朱荻   | 2009.11  | 2013.06  | 南京航空航天大学校长     |       |
| 聂宏   | 2013.6   | 2020.7   | 南京航空航天大学校长     |       |
| 单忠德 | 2020.7   | 至今     | 南京航空航天大学校长     | [ 4 ] |

## 校园环境
南京航空航天大学有三个校区，官方名称分别为明故宫校区、将军路校区和天目湖校区，另有江北新区国际校区在建。明故宫校区简称“本部”，将军路校区别名“江宁校区”，简称“江宁”，天目湖校区又称“溧阳校区”。
明故宫校区位于南京市秦淮区，在中山东路以南、瑞金路以北、御道街以东，原址为明代南京故宫，太庙位列其中，为现校内御园所在地。古御河（名为御带河）穿过学校，校园的两排高大法国梧桐令人悦目，校区内建有江苏航空航天馆。
江宁校区位于南京市江宁区，东临百家湖，西倚将军山、翠屏山。江宁校区为南京市机场高速所分割成东、西两个分区，之间透过天桥与涵洞互联。江宁校区西区有7座教学楼，1座工程训练楼，22座宿舍楼，5个食堂。江宁校区东区有4座食堂，3座教学楼，13栋宿舍楼。
天目湖校区位於南京东南相邻的县级城市溧阳市城区南部，北起梅岭玉大道、南至滨河东路、东起南大街、西至燕山南路，校区占地969亩，规划总建筑面积约53万平方米。
目前，学校所有院系中，航空学院、能源与动力学院、机电学院、航天学院的高年级本科生和研究生博士生的住宿与学习考试等教学活动安排在明故宫校区，除民航学院外所有学院的低年级本科生、所有其他学院的高年级本科生和研究生博士生均安排在将军路校区，而天目湖校区，目前仅安排有民航学院的低年级本科生以及其中的飞行技术专业高年级本科生。
南京航空航天大学后勤集团为教职工与学生提供了三个校区间的校车服务区，服务时间表可以在南京航空航天大学的微信公众号或企业微信中的“南京航空航天大学智慧门户”内查询。在将军路校区，校车有东区图书馆天桥下和西区六号楼下两个站点可供上下车，但出于便利教职工跨校区通勤之考量，学生不允许从东区图书馆天桥下上车。对于明故宫校区，唯一校车站点位于靠近东门的停车场内。

## 院系设置
南京航空航天大学对学院及专业实行代码制，如航空学院代码为01。
- 01 航空学院
  - 飞行器设计与工程　飞行器环境与生命保障工程　建筑环境与设备工程　工程力学（05年新设）
- 02 能源与动力学院
  - 车辆工程　飞行器动力工程　热能与动力工程
- 03 自动化学院
  - 自动化（06年从电气自动化专业中分出）  电气工程及其自动化  测控技术与仪器　生物医学工程　探测制导与控制技术
- 04 电子信息工程学院
  - 电子信息科学与技术 电子信息科学与技术（微波毫米波系统与器件技术） 信息工程 微电子学
- 05 机电学院
  - 飞行器制造工程　工业设计　机械工程及自动化
- 06 材料科学与技术学院
  - 应用化学　材料科学与工程　核工程类
- 07 民航学院
  - 交通运输　飞行技术  土木工程
- 08 理学院
  - 信息与计算科学　应用物理学
- 09 经济与管理学院
  - 工业工程　信息管理与信息系统　工商管理　市场营销　会计学　国际经济与贸易 电子商务 金融学
- 10 人文与社会科学学院
  - 政治学与行政学  法学 公共管理学
- 11 艺术学院
  - 音乐表演（歌舞）　戏剧影视美术设计  中国书画 艺术设计 广播电视新闻学
- 12 外国语学院
  - 英语　日语
- 15 航天学院
  - 中乌飞行器设计与工程专业联合培养班   探测制导与控制技术（航天）  信息工程（航天）  空间科学与技术  飞行器设计与工程（航天）
- 16 计算机科学与技术学院
  - 软件工程，计算机科学与技术，信息安全，物联网工程
- 19 国际教育学院
- 继续教育学院
- 金城学院（民办二级学院）
- 正德职业技术学院

## 校友

### 学术及教育界
- - 钱伟长 南京航空航天大学名誉校长，力学家，应用数学家，教育家和社会活动家，中国近代力学、应用数学的奠基人之一
  - 陶宝祺 结构测试专家，航空教育家，中国航空智能材料与结构研究的开拓者之一，中国科学院院士
  - 赵淳生 机械工程专家，中国科学院院士
  - 王适存 中国直升机专家，原中国航空直升机专业委员会主任，原南航飞行器系主任
  - 范绪萁 曾任南京航空学院副院长，上海交通大学校长
  - 张阿舟 力学家，航空工程学家，中国飞机结构强度理论和试验研究开拓者之一
  - 顾冠群 计算机网络专家，中国工程院院士，原东南大学校长
  - 冯培德 惯性技术专家，中国工程院院士
  - 徐至展 物理学家，中国科学院院士
  - 贲德   雷达专家，中国工程院院士
  - 管德   气动弹性力学专家，中国工程院院士
  - 刘大响 航空动力学家，中国工程院院士
  - 屠基达 飞机设计专家，中国工程院院士
  - 陈达   核科学与技术专家，中国科学院院士，少将
  - 胡海岩 北京理工大学校长，中国力学中国科学院院士，第三世界科学院院士，中国力学学会理事长
  - 甘晓华 中国工程院院士，空军装备研究院总工程师，第十届和第十一届全国政协委员。2010年12月21日，甘晓华被胡锦涛总书记签署通令记一等功。
  - 石屏   中国工程院院士
  - 金庆同 中国机械工程学会电加工学会第三届理事长，中国电子学会电加工专业委员会名誉主任委员
  - 姜澄宇 西北工业大学校长，曾任南京航空航天大学校长、党委书记
  - 朱荻   南京航空航天大学校长，该校第一位博士学位获得者
  - 梅宏   北京大学信息科学技术学院院长兼软件所所长，教育部“长江学者奖励计划”特聘教授
  - 程肖彭 南京中医药大学原党委书记
  - 杨合   教育部"长江学者奖励计划"特聘教授
  - 陆夕云 教育部“长江学者奖励计划”特聘教授
  - 徐西鹏 华侨大学党委常委、副校长
  - 刘胜   美国白宫总统教授奖（1995），中国杰出青年科学家奖（1999），教育部长江学者特聘教授
  - 侯長坤   台湾大学政治学系博士、台湾国际战略学会副研究员、江苏省高校国际战略与安全研究中心兼任助理研究员、中国人民抗日战争胜利受降纪念馆顾问

### 工业及商界
- - 林左鸣 中国航空工业集团公司总经理、党组书记兼中国商用飞机有限责任公司副董事长、中航商用飞机有限公司董事长
  - 秦文波 神舟号飞船副总设计师
  - 孙泽洲 嫦娥一号副总设计师，探月工程二期探测器系统总设计师，嫦娥三号、嫦娥四号、天问一号探测器系统总设计师
  - 胡问鸣 中国船舶工业集团公司党组书记、副总经理，山东舰研制总指挥
  - 史坚忠 中国商用飞机有限责任公司副总经理、党委委员
  - 石屏   江西洪都航空工业集团飞机总设计师
  - 杨国庆 中国民用航空总局副局长，中国民用航空学院院长
  - 吕庆风 中国无人机专家，南航无人机研究所首任所长和总工程师。
  - 严成忠 航空发动机专家，昆仑发动机总设计师，中国航空工业第一集团公司沈阳发动机设计研究所型号总设计师
  - 吴希明 中航工业直升机公司研发中心型号总设计师
  - 赵光恒 载人航天工程应用系统总设计师
  - 徐朝梁 中航工业直升机所副总师
  - 聂海涛 中航工业成都所副所长
  - 王刚   中航工业动力所首席技术专家
  - 卢建川 中电科技集团公司第十研究所副总工程师
  - 姜丽萍 上海飞机制造厂总工程师、科技委主任
  - 吴光辉 中国商用飞机有限责任公司副总经理、大型客机总设计师
  - 罗荣怀 中国商用飞机有限责任公司副总经理
  - 庞为   沈阳黎明航空发动机（集团）有限责任公司董事长、总经理
  - 阎焱   软银思科亚洲信息基础投资基金总裁及执行董事总经理，中国风险投资协会理事

### 军界
- - 李中华 中国空军王牌飞行员，空军某试飞团团长
  - 蒋文郁 少将，江苏省军区司令员
  - 陈廷楠 少将
  - 韩云涛 少将
  - 钮颂镛 少将
  - 沈礼敏 少将
  - 孙 刚  少将
  - 孙宏才 少将
  - 陶祖贤 少将
  - 屠恒章 少将，解放军装备指挥技术学院院长
  - 吴慰祖 少将
  - 王康   少将
  - 肖铁   少将，南京军区空军装备部部长

### 政界
- - 王珉   曾任中共辽宁省委书记，辽宁省人大常委会主任
  - 吕祖善 浙江省省长
  - 刘伟平 甘肃省省长
  - 蓝绍敏 中共贵州省委副书记，在校期间曾担任校学生会主席
  - 胡苏平 中共山西省委常委、宣传部部长
  - 吕新奎 信息产业部前副部长，中国互联网奠基者之一，CETC（中国电子科技集团）主要创始人
  - 李忠海 国家标准化委员会主任
  - 王荣炳 江苏省政协原副主席，曾任江苏省副省长，南京市市长

### 演艺界
- - 陳都靈 电影演员
  - 岳岳ONER隊長，男歌手

## 外部連結
- 官方网站